# Лакейская
«Лаке́йская» — драматический отрывок Николая Васильевича Гоголя. Сцена создавалась в 1839—1840 годах на основе аналогичного фрагмента пьесы «Владимир третьей степени», оставшейся неоконченной. Впервые напечатана в издании «Сочинения Николая Гоголя» 1842 года, том четвёртый, в разделе «Драматические отрывки и отдельные сцены» (к другим отрывкам, выделенным из пьесы для самостоятельной публикации, относятся «Утро делового человека», «Тяжба» и «Сцены из светской жизни»).

## Сюжет
Три лакея сидят в передней, ожидая распоряжений барина. Они разговариваются с зашедшим к ним чужим лакеем. Григорий уверен, что можно бездельничать, потому что своё жалование от барина он в любом случае получит. Когда барин звонит в звонок, Григорий не идёт к нему, а вышедшему барину говорит, что звонка не слышно. Барин уезжает из дома. 
К барину приходит, но не застаёт его господин в шубе, который просит передать, что заходил Невелещагин. Григорий обещает, однако при переспросе коверкает его фамилию. Заходит дворецкий, ругающий лакеев за безделье. Лакеи расходятся. 
Приходит Аннушка, горничная из другого дома. Как и ранее лакеи, Аннушка и дворецкий обсуждают приближающийся бал для слуг, который организуют в складчину.

## Действующие лица
- Пётр
- Иван
- Григорий
- Чужой слуга (Андрюшка)
- Барин (Фёдор Фёдорович)
- Господин в шубе (Невелещагин)
- Горничная
- Пузатый дворецкий
- Аннушка, горничная из другого дома